# Berod bei Hachenburg
Berod bei Hachenburg é um município localizada no distrito de Altenkirchen, na associação municipal de Verbandsgemeinde Altenkirchen, no estado da Renânia-Palatinado.

## População
| - 1815 – 207 - 1835 – 284 - 1871 – 377 - 1905 – 376 - 1939 – 427 | - 1950 – 515 - 1961 – 550 - 1970 – 626 - 1987 – 641 - 2000 – 662 |